# Villacher Alpenarena

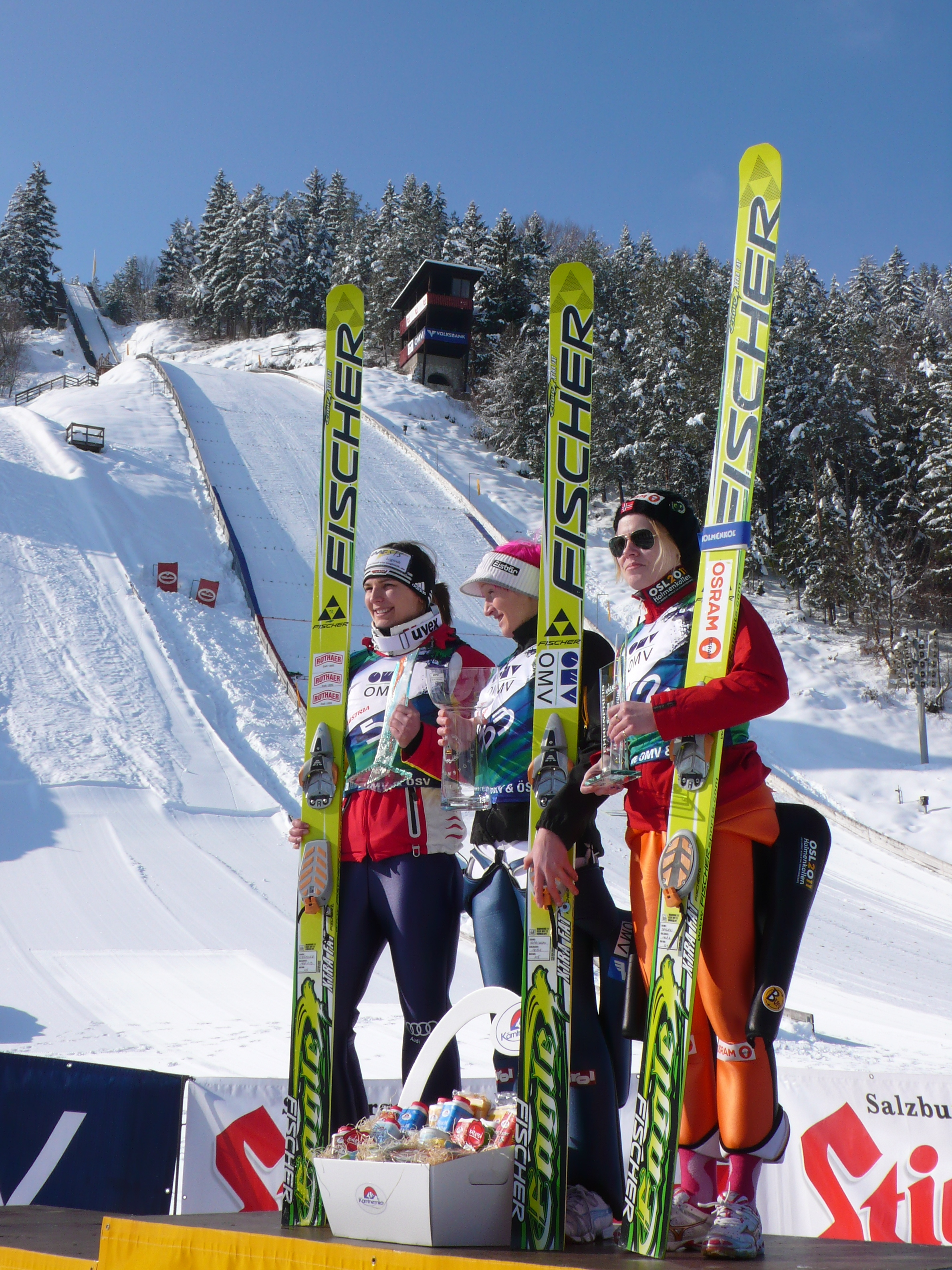
Prispallen efter tävlingen i kontinentalcupen 13 februari 2010. Från vänster: Daniela Iraschko, Ulrike Grässler och Anette Sagen.

Villacher Alpenarena är en backhoppsanläggning i Möltschach i Villach i Kärnten i södra Österrike, nära gränsen till Slovenien. Idrottsarenan har fyra hoppbackar (K90, K60, K30 och K15) och längdåkningsspår. Backarna har använts i världscupen och i kontinentalcupen. Backarna har plastmattor och arenan har ljusanläggning och rymmer ungefär 18 000 åskådare.

## Historia
Första dokumenterade backhoppstävlingen i Villach-Möltschach arrangerades 1909. En backhoppare kallad "Lutter" vann tävlingen. Han hoppade 12 meter i backen på Genottehöhe vid värdshuset Tscheltschnig. Backen i Villach ombyggdes totalt  från 1937 till 1939. 1969 startade backhoppsturneringen i Kärnten och Slovenien, där tävlingar arrangerades i Villach, Feldkirchen och Maribor. Från 1971 arrangerades tävlingarna i Villach, Tarvisio i Italien och Maribor. Från 1983 till 1988 gick tävlingarna i Villach, Tarvisio och Planica.
Backarna byggdes om från 1993 till 1995. Samtliga backar försågs med plastmattor. En längdåkningsarena byggdes intill backhoppningsarenan. Den nya arenan invigdes 8 december 1995 då det arrangerades världscuptävling i backen. Världscuptävlingar har också arrangerats i Alpenarena 1997, 1999, 2001 och 2007. Senare har tävlingar i kontinentalcupen arrangerats i Villach.

## Backrekord
Officiellt backrekord i K90-backen tillhör Robert Kranjec från Slovenien. Han hoppade 102,5 meter i kontinentalcupen 2009. Sommar-rekordet sattes av Kranjec 2001 då han hoppade 102,5 meter. Rekordet tangerades av Thomas Morgenstern från Österrike 2004. Backrekordet för kvinnor innehas av Nika Kriznar från Slovenien som hoppade 100,5 m i februari 2018. Rekordet tillhörde tidigare österrikiska Daniela Iraschko-Stolz med 99,0 meter. Längsta hoppet i backen har David Unterberger som hoppade 103,5 meter 2008, men hoppet räknas inte som officiellt backrekord.

## Större tävlingar i Villacher Alpenarena
Män
| Datum            | Vinnare                                                                      | Andra plats                                                            | Tredje plats                                                    | Tävling                       |
| ---------------- | ---------------------------------------------------------------------------- | ---------------------------------------------------------------------- | --------------------------------------------------------------- | ----------------------------- |
| 8 december 1995  | Masahiko Harada, Japan                                                       | Mika Laitinen, Finland                                                 | Ari-Pekka Nikkola, Finland                                      | Världscup                     |
| 8 december 1997  | Masahiko Harada, Japan                                                       | Dieter Thoma, Tyskland                                                 | Primož Peterka, Slovenien Mika Laitinen, Finland                | Världscup                     |
| 12 december 1999 | Janne Ahonen, Finland                                                        | Martin Schmitt, Tyskland                                               | Andreas Widhölzl, Österrike                                     | Världscup                     |
| 8 december 2001  | Adam Małysz, Polen                                                           | Matti Hautamäki, Finland                                               | Kazuyoshi Funaki, Japan                                         | Världscup                     |
| 9 december 2001  | Finland Veli-Matti Lindström Toni Nieminen Matti Hautamäki Risto Jussilainen | Japan Kazuya Yoshioka Hideharu Miyahira Noriaki Kasai Kazuyoshi Funaki | Polen Robert Mateja Wojciech Skupień Łukasz Kruczek Adam Małysz | Världscup, lag                |
| 13 december 2007 | Thomas Morgenstern, Österrike                                                | Janne Ahonen, Finland                                                  | Gregor Schlierenzauer, Österrike                                | Världscup, flyttad från Kranj |
| 14 december 2007 | Thomas Morgenstern, Österrike                                                | Gregor Schlierenzauer, Österrike                                       | Janne Ahonen, Finland                                           | Världscup                     |

Kvinnor
| Datum            | Vinnare                     | Andra plats                           | Tredje plats                | Tävling                                    |
| ---------------- | --------------------------- | ------------------------------------- | --------------------------- | ------------------------------------------ |
| 14 januari 2007  | Ulrike Grässler, Tyskland   | Jacqueline Seifriedsberger, Österrike | Daniela Iraschko, Österrike | Kontinentalcup, flyttad från Bischofshofen |
| 13 februari 2010 | Daniela Iraschko, Österrike | Ulrike Grässler, Tyskland             | Anette Sagen, Norge         | Kontinentalcup                             |
| 14 februari 2010 | Ulrike Grässler, Tyskland   | Daniela Iraschko, Österrike           | Sarah Hendrickson, USA      | Kontinentalcup                             |